# Mercedes-Benz Clasa S
Mercedes-Benz Clasa S este o serie de limuzine sedan de lux produse de Mercedes-Benz, o subsidiară a concernului german Daimler AG.